# 1989 VC2
1989 VC2 är en asteroid i huvudbältet som upptäcktes den 2 november 1989 av de båda japanska astronomerna Tsutomu Hioki och Nobuhiro Kawasato i Okutama.
Asteroiden har en diameter på ungefär 24 kilometer.